# Satyrus hoffmanni
Satyrus hoffmanni är en fjärilsart som beskrevs av Hugo Theodor Christoph 1893. Satyrus hoffmanni ingår i släktet Satyrus och familjen praktfjärilar. Inga underarter finns listade.